# Woodpecker (Kurzwellensignal)

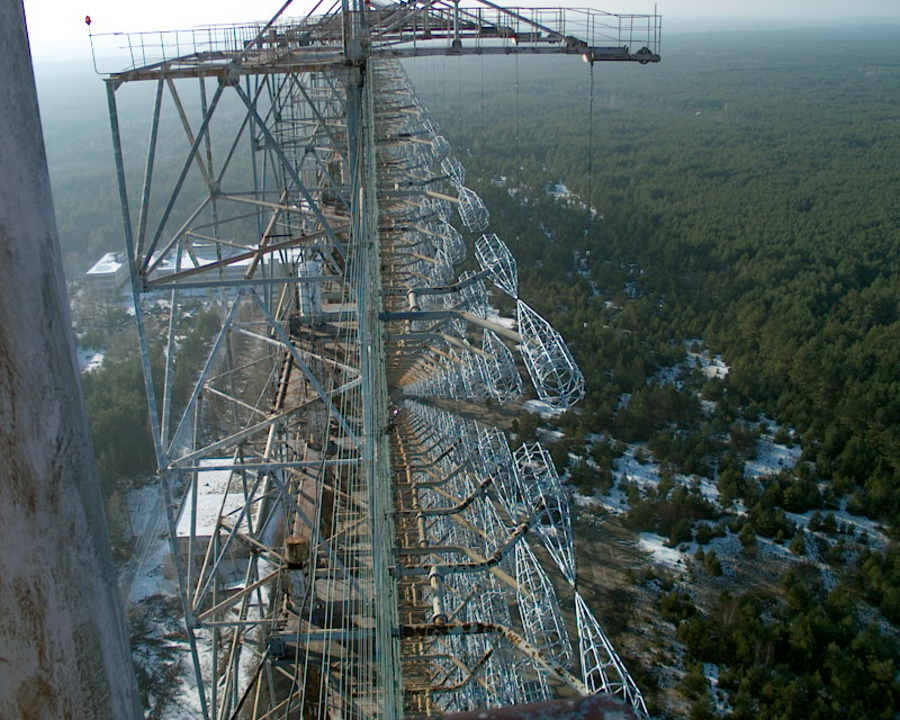
Die rund 150 Meter hohe Empfangsantenne des Duga-1-Radarsystems

Woodpecker (engl. „Specht“) ist die Bezeichnung für ein sowjetisches Kurzwellensignal, das zwischen Juli 1976 und Dezember 1989 weltweit auf Radiofrequenzen zu hören war. Die zufälligen Frequenzwechsel störten den öffentlichen Rundfunk sowie Funkamateure, was weltweit zu tausenden Beschwerden führte. Das Signal hörte sich wie ein scharfes Klopfen an, das sich in der Regel mit einer Frequenz von 10 Hz wiederholte. Die Leistung des Signals wurde auf 10 MW EIRP geschätzt. Die Aussendung erfolgte auf wechselnden Frequenzen im Kurzwellenbereich zwischen 7 und 19 MHz. Die Ähnlichkeit mit dem Klopfen eines Spechtes führte zu seinem Namen.
Bereits recht früh wurde vermutet, dass das Signal zu einem sowjetischen Überhorizontradar gehört. Diese Theorie wurde nach dem Fall der Sowjetunion bestätigt. Das Signal wurde von Anlagen namens Duga (deutsch: Bogen) erzeugt, die Teil des sowjetischen Raketenabwehrsystems waren. Mit diesen Radargeräten sollte ein möglicher Start von Raketen im europäischen und amerikanischen Raum frühzeitig erkannt werden. Aus der offensichtlich hohen Sendeleistung der Duga-Anlagen sowie aus der Pulsfrequenz von 10 Hz lässt sich eine Entdeckungs-Reichweite von bis zu 15.000 km ableiten. Bei der NATO wurden die Anlagen unter dem englischen Begriff Steel Yard geführt. Die bekannteste dieser Anlagen befindet sich in der Ukraine in unmittelbarer Nähe des ehemaligen Kernkraftwerks Tschernobyl. Erst als dieser Standort aufgrund der dortigen Reaktorexplosion im Jahr 1986 aufgegeben werden musste, gelangten Einzelheiten und Fotos der Anlage an die Öffentlichkeit.

## Standorte

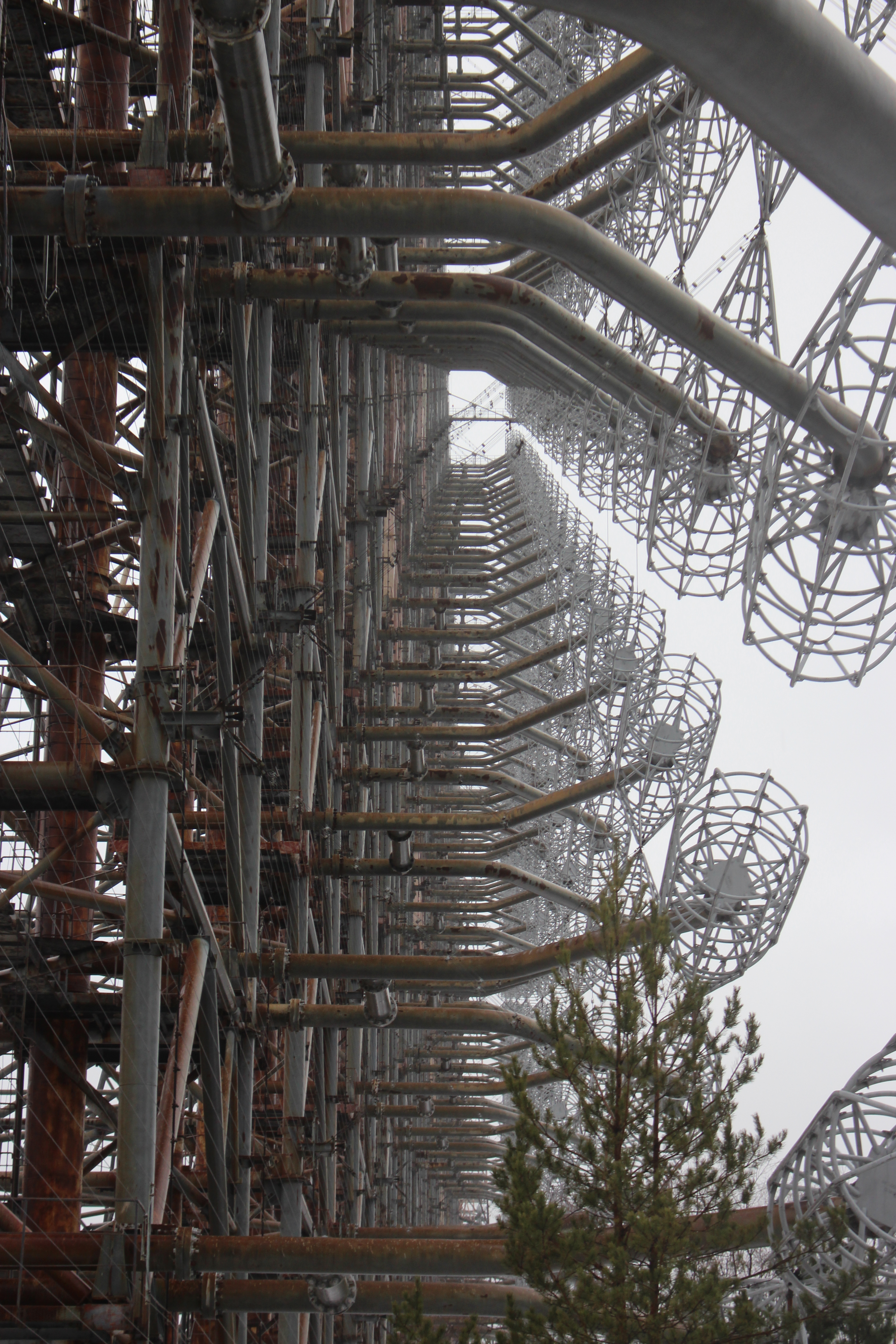
Stahlstruktur der Duga-1-Station vom Boden aus

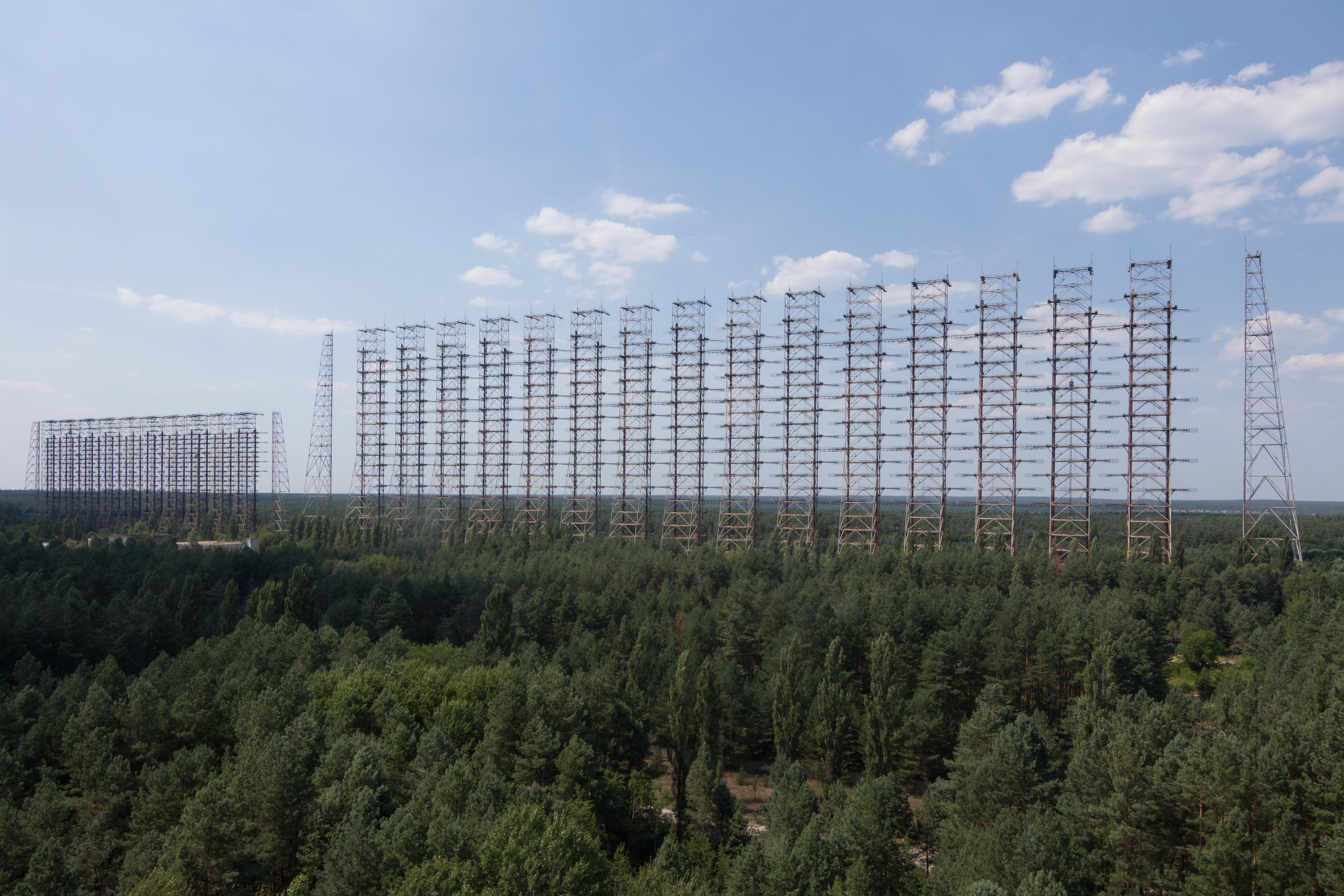
Antennenarray von Duga-1 nahe Tschernobyl

Insgesamt gab es drei Anlagen an Standorten innerhalb der ehemaligen Sowjetunion. Sender und Empfänger waren aus technischen Gründen jeweils einige Kilometer voneinander entfernt aufgebaut:
- Die erste Testanlage 5H77, später als Duga (ohne Nummerierung) bezeichnet[3], nahe Mykolajiw (Sender 46° 48′ 26″ N, 32° 13′ 12″ O, Empfänger 47° 2′ 28″ N, 32° 11′ 57″ O) befand sich in der südlichen Ukraine; Sender und Empfänger sind vollständig demontiert.
- Bei der Anlage Duga-1 (oft in anderer Zählweise auch fälschlich als Duga-3 bezeichnet) nahe Tschernobyl sind Sender (51° 38′ 16″ N, 30° 42′ 10″ O) und Empfänger (51° 18′ 19″ N, 30° 3′ 57″ O) rund 50 Kilometer voneinander entfernt. Die Empfangsanlage bestand aus rund 50 Großantennen mit einer Höhe bis zu jeweils 150 Metern. Die Reichweite lag bei 9000 Kilometern.[4] Die Sendeanlage bestand aus zwei in Linie errichteten Anlagen unterschiedlicher Größe. Für den Betrieb der Anlage und die Auswertung der Daten waren zahlreiche Fachleute erforderlich, die in einer Siedlung von rund 2000 Menschen direkt in der Nähe des Empfängers wohnten. Nach der Katastrophe von Tschernobyl musste dieser Standort aufgegeben werden.[4] Die Sendeanlage bei Ljubetsch wurde teilweise demontiert und in Komsomolsk am Amur aufgebaut, die Empfängeranlage liegt in der Sperrzone von Tschernobyl und existiert heute noch[5].
- Die Anlage Duga-2 wurde bei Komsomolsk am Amur (Sender 50° 53′ 34″ N, 136° 50′ 13″ O, Empfänger 50° 23′ 8″ N, 137° 19′ 42″ O) in der Nähe des Pazifik errichtet. New York liegt von dort 9400 Kilometer entfernt. Diese Anlage wurde 1989 teilweise demontiert.

## Theorien zum Zweck des Signals
Zur Zeit des Kalten Krieges unterlag die Anlage strengster militärischer Geheimhaltung. Es war zwar schnell klar, dass das Signal zu einem Radarsystem gehörte, jedoch bildeten sich viele Theorien um seinen Zweck. Diese reichten von einer Anlage zur Wetterbeeinflussung bis hin zur Bewusstseinskontrolle der sowjetischen Bevölkerung. Eine ernstzunehmende Theorie besagte, dass mit dem Signal allein der westliche Rundfunk gestört werden sollte. Dies wurde jedoch widerlegt, nachdem bekannt wurde, dass z. B. Radio Moskau ebenfalls von Störungen betroffen war.

## Wiedererscheinen des Signals
Seit 2013 wird weltweit von vielen Funkamateuren ein Wiedererscheinen des Woodpecker-Signals gemeldet. Laut Globalsecurity.org handelt es sich dabei um das neue russische OTH-Radarsystem Kontayner mit einer geschätzten Reichweite von 3000 km. Die russische Kennung gemäß GRAU-Index lautet 29B6. Die Sendeanlage befindet sich in der Region Nischni Nowgorod (⊙) und die Empfangsstation in Kowylkino (⊙).